# 한국IBM
한국IBM은 1967년 설립된 IBM의 한국 내 자회사이다. 주 사업분야는 국내기업 및 정부 대상의 컨설팅 및 서비스, 금융기관의 차세대 뱅킹 시스템 및 방카슈랑스 구축, 항공회사의 전 세계 항공 네트워크 구축, 제조기업의 자동화 시스템, 전략적 아웃소싱 및 운영관리 등이다. 부설 연구소로 2004년 정보통신부와의 파트너십을 통해 설립한 IBM 유비쿼터스 컴퓨팅 연구소 가 있으며, 텔레매틱스, 임베디드 소프트웨어, RFID 등 유비쿼터스 환경을 위한 기반 기술 개발과 기타 연구 프로젝트를 수행하고 있다. 2007년 설립한 한국 소프트웨어 솔루션 연구소는 국내 기업들이 최신 기술과 솔루션을 활용할 수 있도록 지원한다.

## 연혁
- 1982년 수출구매사무소 설립: 국내 기업으로부터 다양한 컴퓨터 부품 및 완제품을 IBM 공장으로 수출, 1987년부터는 수출규모가 수입을 추월. 주요 구매 부품으로는 반도체, 케이블, 인쇄회로기판 등
- 1986년 아시안게임 정보처리 지원
- 1988년 88 서울올림픽, 88 장애인 올림픽 정보처리 지원: 하드웨어, 소프트웨어, 유지보수 등 1백억원 상당의 시스템 및 220여명의 인력 지원
- 1997년 LG전자와 한국 IBM 지사와 합병및 합작법인으로 LG IBM 출범
- 2001년 제1회 대한민국 기업문화상 우수상 수상
- 2004년 LG IBM 브랜드 해체 한국지사 복귀
- 2008년 대한항공 서비스 아웃소싱: 1998년 국내 최초 대규모 아웃소싱 사례이던 대한항공과의 서비스 아웃소싱 10년 계약을 2018년까지 연장
- 2009년 국민은행 차세대 사업: System z10 공급
- 2009년 외환카드(현 하나카드) 주전산기 사업: System z10으로 마이그레이션

## 출신 인물
한국IBM 출신들이 대기업과 중소기업을 포함한 IT 분야 각계에 폭넓게 포진, 인재 사관학교 역할을 했다는 평이다. 최고경영자(CEO)급만 250여 명에 이르며, 대표적인 인물은 다음과 같다.
- 신재철 LG CNS 사장
- 고순동 삼성SDS 사장
- 김익교 현대자동차 정보기술총괄본부 사장
- 김용욱 한화S&C 사장
- 정태수 LG엔시스 사장
- 변보경 코엑스 사장
- 이진 액센츄어코리아 사장
- 이강태 하나SK카드(현 하나카드) 사장
- 김익래 다우그룹 회장
- 손형만 대우정보시스템 사장
- 김태영 페어아이작코리아 사장
- 김용대 지러스코리아 사장
- 김철수 안철수연구소 사장
- 송규헌 오픈베이스 사장
- 김강 액토즈소프트 사장
- 오병준 한국테라데이타사장

## 논란
2014년 KB국민은행 전산시스템 교체사업 관련, 한국IBM이 단초를 제공한 것으로 알려지면서 금융권과 한국IBM의 악연이 주목받았다. 지난 수 년 간 금융권 대형 IT 사건의 중심에는 한국IBM이 있었으며, 해당 금융사들은 '기관경고' 징계를 받았기 때문이다.
2011년 4월 농협전산망 마비 당시 한국IBM 직원 노트북이 악성코드에 감염돼 최고관리자 비밀번호 등 정보가 유출된 것이 전산망 마비의 원인 중 하나로 밝혀져 한국IBM은 농협에 110억원 규모의 합의금을 지급했으며 농협은 금감원으로부터 '기관경고' 징계를 받았다.
2011년 하반기 비씨카드 차세대 시스템 구축 프로젝트에서는 실패에 대한 소송전 끝에 비씨카드는 70억원 지급과 장비 반납, 한국IBM은 잔금을 받지 않는 조건으로 강제 중재해 합의했으며, 비씨카드 역시 금감원으로부터 '기관주의' 징계를 받았다.
한국IBM이 국민은행에 전산시스템 운영 비용을 유닉스 수준으로 낮춰주겠다고 제안했지만 실제로는 이행되지 않은 것으로 밝혀져 역시 논란이 되었다.

## 같이 보기
- IBM